# Sainte Famille (Beccafumi)
Pour les articles homonymes, voir Sainte-Famille.
La Sainte Famille – en italien, Sacra famiglia con San Giovannino e donatore – est un tableau réalisé par le peintre italien Domenico Beccafumi vers 1528. Exécuté à la peinture à l'huile sur un panneau, ce tondo de 80 centimètres de diamètre est une peinture chrétienne qui représente la Sainte Famille en compagnie du petit Jean le Baptiste et d'un homme, tenant un livre ouvert entre ses mains, que l'on suppose être le donateur. L'œuvre est conservée au musée Horne de Florence.